# Realejo-San Matías

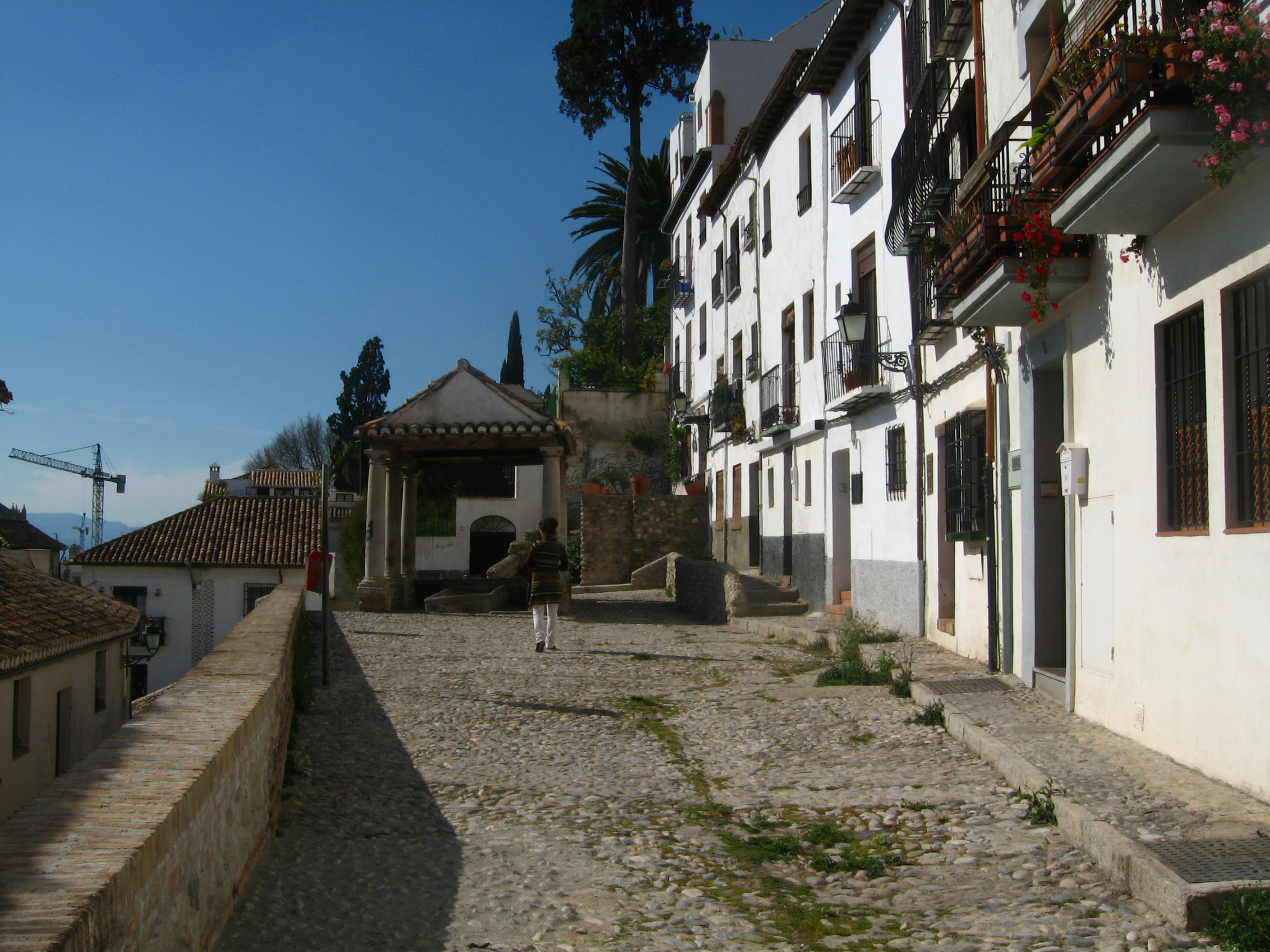
Vista del lavadero de la Puerta del Sol.

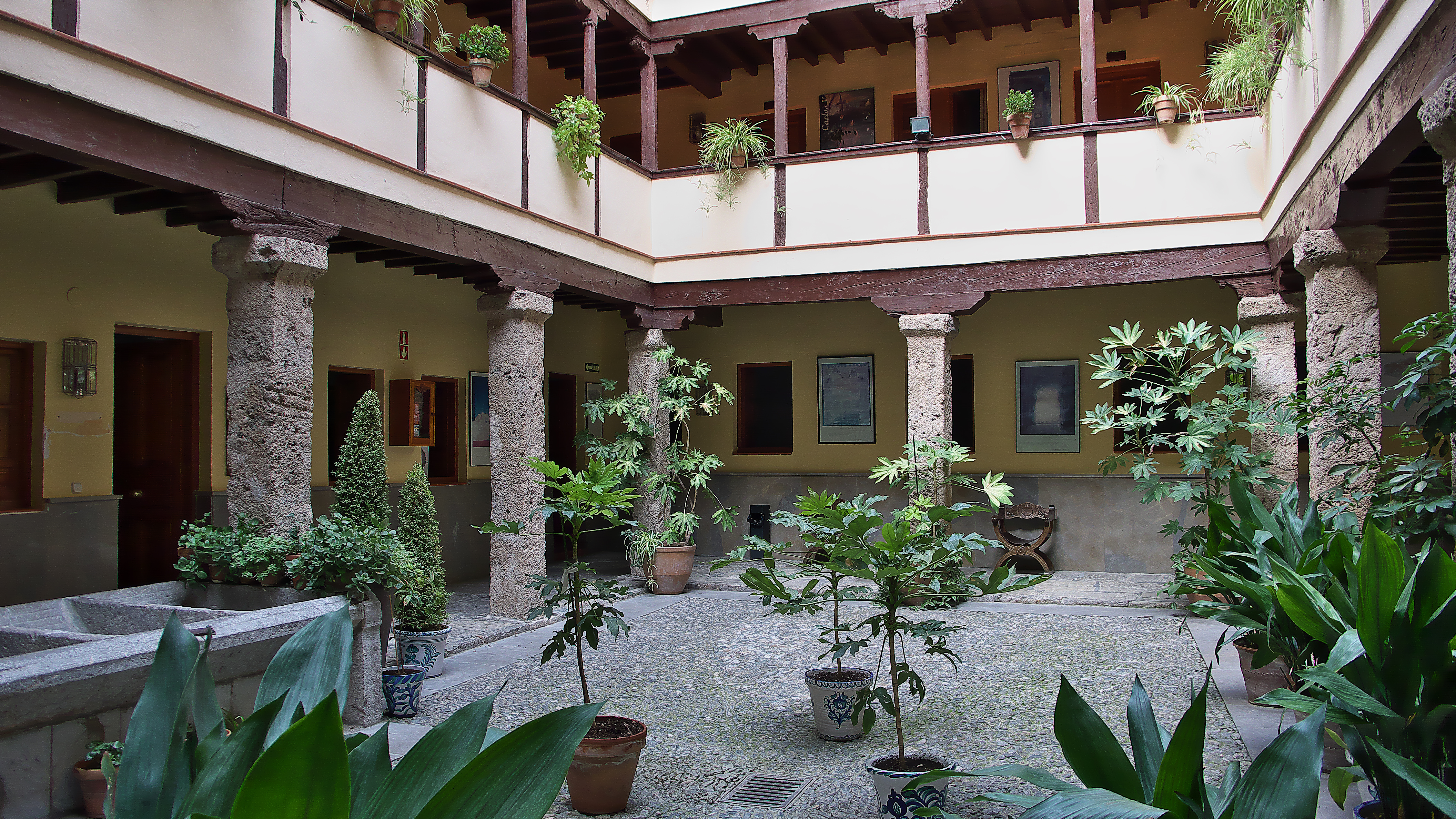
Corrala de Santiago

Realejo-San Matías (o simplemente el Realejo) es un barrio de la ciudad de Granada, España, administrativamente forma parte del Distrito Centro y está formado por cuatro barrios, Realejo, San Matías, Santa Ana y Barrio de la Virgen, situado en el casco antiguo de la ciudad, a los pies de la Alhambra por su cara suroriental. A nivel arqueológico es difícil aproximarse a su realidad urbanística hasta antes del siglo XII. Para época altomedieval, las fuentes hablan de un Arrabal judío de la ciudad musulmana, conocido como Garnata al-Yahud, "Granada de los judíos" en la orilla izquierda del Darro, pero de la que no tenemos aún evidencia arqueológica. Las grandes transformaciones urbanas empiezan a partir del citado siglo XII, cuando se crea el arrabal de los alfareros rabd al-Fajja̅ ri̅ n, junto con el de al-Naŷd, y el consecuente acondicionamiento del urbanismo de estos con base en la disponibilidad de agua (con una nutrida red de acequias creadas a partir de la Acequia Gorda y de la Acequia de las Tinajas), la creación de almunias, de un área cementerial y una serie de complejos alfareros. Cuando los cristianos tomaron la ciudad, lo renombraron como Realejo, al instalar en ese lugar un campamento militar, y, más concretamente, lugar donde está la tienda del rey o del general. Históricamente tiene dos partes bien diferenciadas: de un lado, la zona llana que conserva muy poco de su antiguo trazado urbano, evolucionado incluso desde antes de la cristianización; de otro, la alta, en la ladera de la colina del Mauror, la que baja desde Torres Bermejas y que en 1410 dio cobijo a los habitantes de Antequera y recibió por ello el nombre de Antequeruela, que sigue siendo en la actualidad un laberinto de callejuelas estrechas tan empinadas que muchas de ellas son escalonadas y con multitud de casas unifamiliares y cármenes granadinos.(El origen de la Antequeruela está en discusión).
De sus murallas y sus puertas, entre las que se encontraban las muy famosas de al Fajjarín y de Neched, de los Alfareros y de los Molinos, no queda ya ningún resto.

## Monumentos y lugares de interés

### Lugares de interés
- El Campo del Príncipe, auténtico corazón del Realejo y plaza construida sobre el solar de un antiguo cementerio musulmán, que recibió este nombre porque el Ayuntamiento mandó explanar el lugar en 1497 para que se celebraran en él las bodas del príncipe Juan. Cada Viernes Santo a las tres de la tarde miles de granadinos se reúnen en torno al Cristo de los Favores para pedir tres gracias en medio de un espectacular silencio, siguiendo una tradición que se remonta al siglo XVIII.
- El Lavadero de la Puerta del Sol, ubicado en el Realejo Alto, en la placeta de la puerta del Sol, llamada así por una antigua puerta hoy desaparecida de las murallas árabes. El lavadero es un edificio con columnas levantado en el siglo XIX para lavar la ropa. Desde el lugar hay buenas vistas de la ciudad.
- Plaza de Isabel la Católica espacio urbano creado en 1962, con el monumento a la reina Isabel I de Castilla y a Cristóbal Colón. Por este motivo la gente lo conoce también como Colón. Es todo un referente urbano en la ciudad.
- Plaza de Santa Ana delante de la iglesia de su nombre, marca el inicio de la carrera del Darro.

### Monumentos civiles
- Carmen de los Mártires
- Palacio de los Marqueses de Casablanca en la calle Pavaneras, construido en el solar de la que fue residencia de los grandes rabinos de Granada .
- Museo Casa de los Tiros.
- Casa del Padre Suárez en la calle Pavaneras, en la actualidad archivo de la Real Chancillería.
- Casa de los Girones, en la plaza de su nombre, es muestra de los palacetes de origen almohade del siglo XIII del que se conservan el salón principal y parte del antiguo patio, ornados con estucos anteriores a los de la Alhambra y que albergó durante un tiempo la sede de la Inquisición.
- Palacio de los Condes de Gabia, en la plaza de los Girones, en la actualidad sala de exposiciones de la Diputación Provincial.
- Palacio de los Duques de Gor, en la plaza de los Girones, edificio del siglo XIX, en la actualidad dedicado a colegio regentado por religiosas mercedarias.
- Palacio de los Condes de Villaalegre, realizado en 1885 y cuya fachada principal da a la plaza del Padre Suárez.
- Antiguo Hospital de Santa Cruz, en la placeta del Hospicio Viejo, en la actualidad sede central del Centro de Lenguas Modernas de la Universidad de Granada. Otro aulario está instalado en el antiguo Hotel Kenia, en la calle Molinos, edificio de principios del siglo XX.
- La Escuela Técnica Superior de Arquitectura de Granada en el Campo del Príncipe, tiene aquí su sede oficial, en el antiguo Hospital Militar, antigua casa del Almirante de Castilla.
- Corrala de Santiago, en la calle Santiago, es una casa típica de vecinos del siglo XVI, actualmente es residencia para invitados de la Universidad de Granada.
- Carmen de la Fundación Rodríguez Acosta  e Instituto Gómez Moreno, en el callejón del niño del Royo.
- La casa donde vivió Gonzalo Fernández de Córdoba, el Gran Capitán, en la calle San Matías.
- Cuarto Real de Santo Domingo, palacio de época almohade.
- Auditorio Manuel de Falla (Granada), construido por el arquitecto José María García de Paredes e inaugurado en 1978. Junto a la casa del músico Manuel de Falla.
- Casa Museo Manuel de Falla, en la Antequeruela.
- Palacio de Abrantes, en la placeta de Tovar.
- Palacio de Bibataubín en la plaza de su nombre, durante muchos años sede de la Diputación en la actualidad alberga al Consejo Consultivo de Andalucía.
- Museo Sefardí, en la antigua judería, en la placeta de Berrocal.
- Teatro Alhambra, en la calle Molinos.
- Museo de Bellas Artes de Granada, ubicado en el Palacio de Carlos V, en el recinto de la Alhambra.
- Corral del Carbón, antigua alhondiga de granos de época árabe.
- Torres Bermejas, llamadas así por el color de su aparejo. Es un pequeño castillo nacido en el siglo IX, en la colina del Mauror y que estaba rodeada de las casas de los judíos, este barrio, conocido como Garnata al Yahud (Granada de los Judíos) terminó dando nombre a toda la ciudad.

### Monumentos religiosos
- Iglesia parroquial de San Cecilio, edificada sobre una antigua mezquita y consagrada al patrón de Granada San Cecilio.
- Iglesia imperial del apóstol San Matías, fundada por el emperador Carlos V, en la calle de San Matías.
- El convento de Santa Cruz la Real de Padres Dominicos que fue fundado por los Reyes Católicos en 1492 y con un claustro de estilo manierista y unas magníficas escaleras imperiales. En la actualidad, además de convento, parte está dedicado al colegio mayor universitario Santa Cruz la Real. Su iglesia, conocida como iglesia de Santo Domingo con la estatua en su puerta de uno de los hijos del barrio más universales Fray Luis de Granada en su plaza. En el interior destaca el camarín y retablo de la Nuestra Señora del Rosario (Rosario), patrona del barrio y copatrona de la ciudad, y una de las joyas del barroco.
- Iglesia parroquial de San Gil y Santa Ana, en la plaza de Santa Ana, inicio de la famosa Carrera del Darro al pie de la Alhambra.
- Basílica de Nuestra Señora de las Angustias, en la Carrera de la Virgen. Alberga la imagen de la patrona de Granada, de gran devoción popular en la ciudad y provincia.
- Monasterios femeninos; el Monasterio de la Madre de Dios de monjas Comendadoras de Santiago, en la calle Santiago, el de San José en la calle San Matías de Carmelitas Descalzas, el de la Encarnación de Carmelitas Calzadas en la calle Monjas del Carmen, y los desaparecidos recientemente de Ntra. Sra. de los Ángeles[7] en la calle Molinos de monjas clarisas; el de Santa Catalina de Sena[8] en la cuesta del Realejo de monjas dominicas.

## Hermanamientos
- Los Realejos, Tenerife, el 9 de octubre de 1992